# KamAZ-55102
Der KamAZ-55102 (russisch КамАЗ-55102) ist ein Lastwagen aus der Produktion des KAMAZ-Werks in Nabereschnyje Tschelny. Der ab 1980 gebaute Kipper war für landwirtschaftliche Zwecke gedacht.

## Fahrzeugbeschreibung

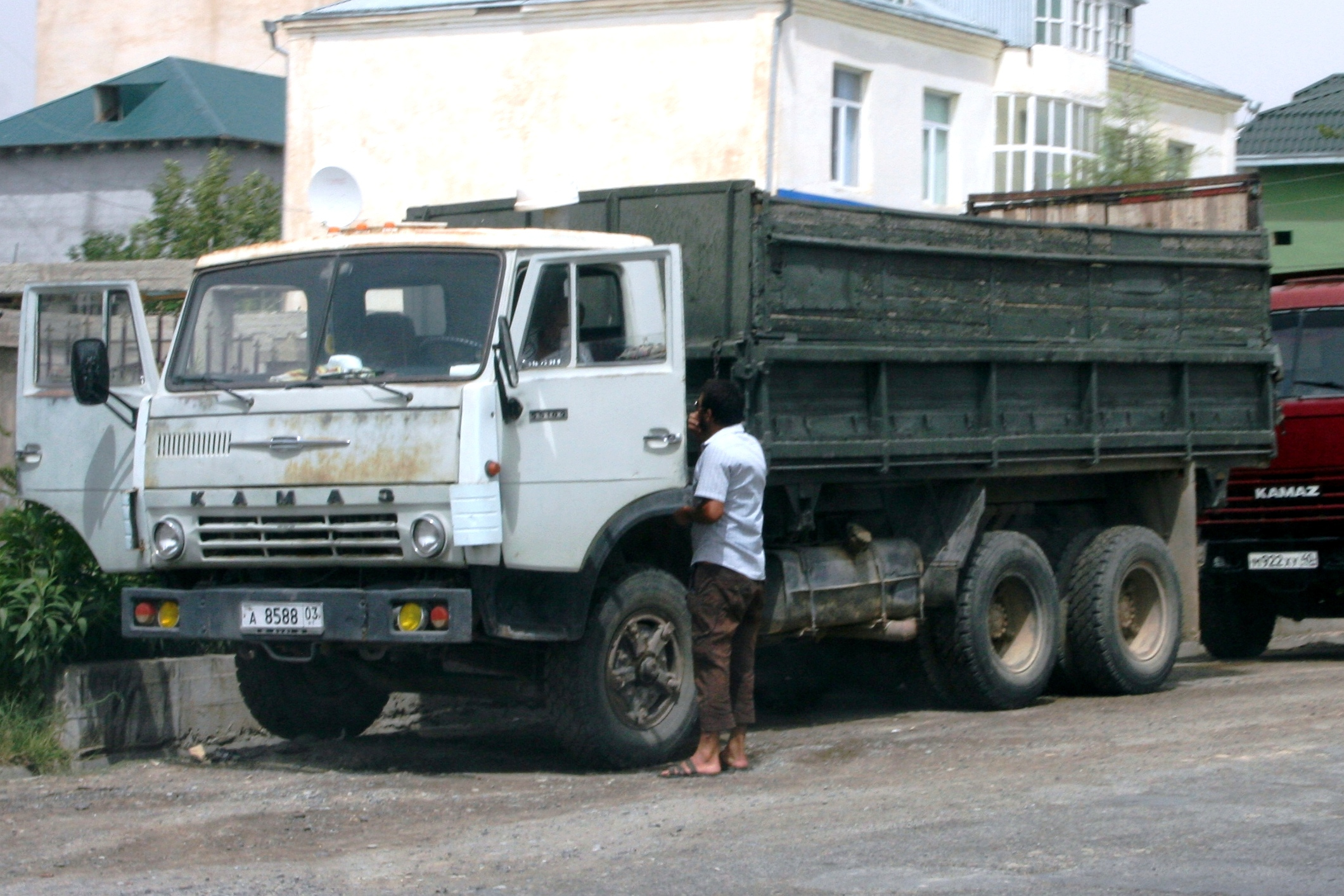
Ein KamAZ-55102 in Tadschikistan (2016)

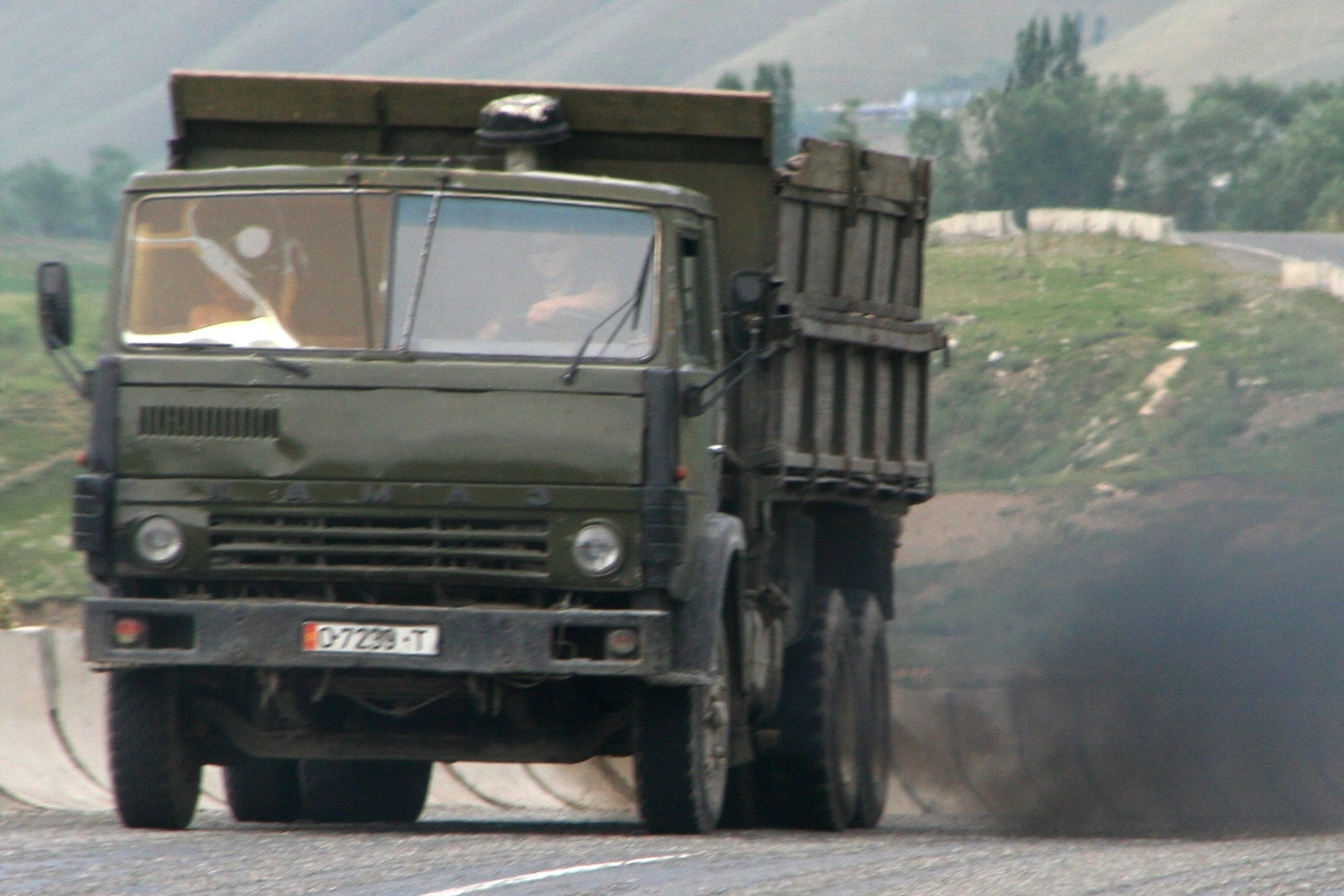
KamAZ-55102 mit Abgaswolke in Kirgisistan (2016)

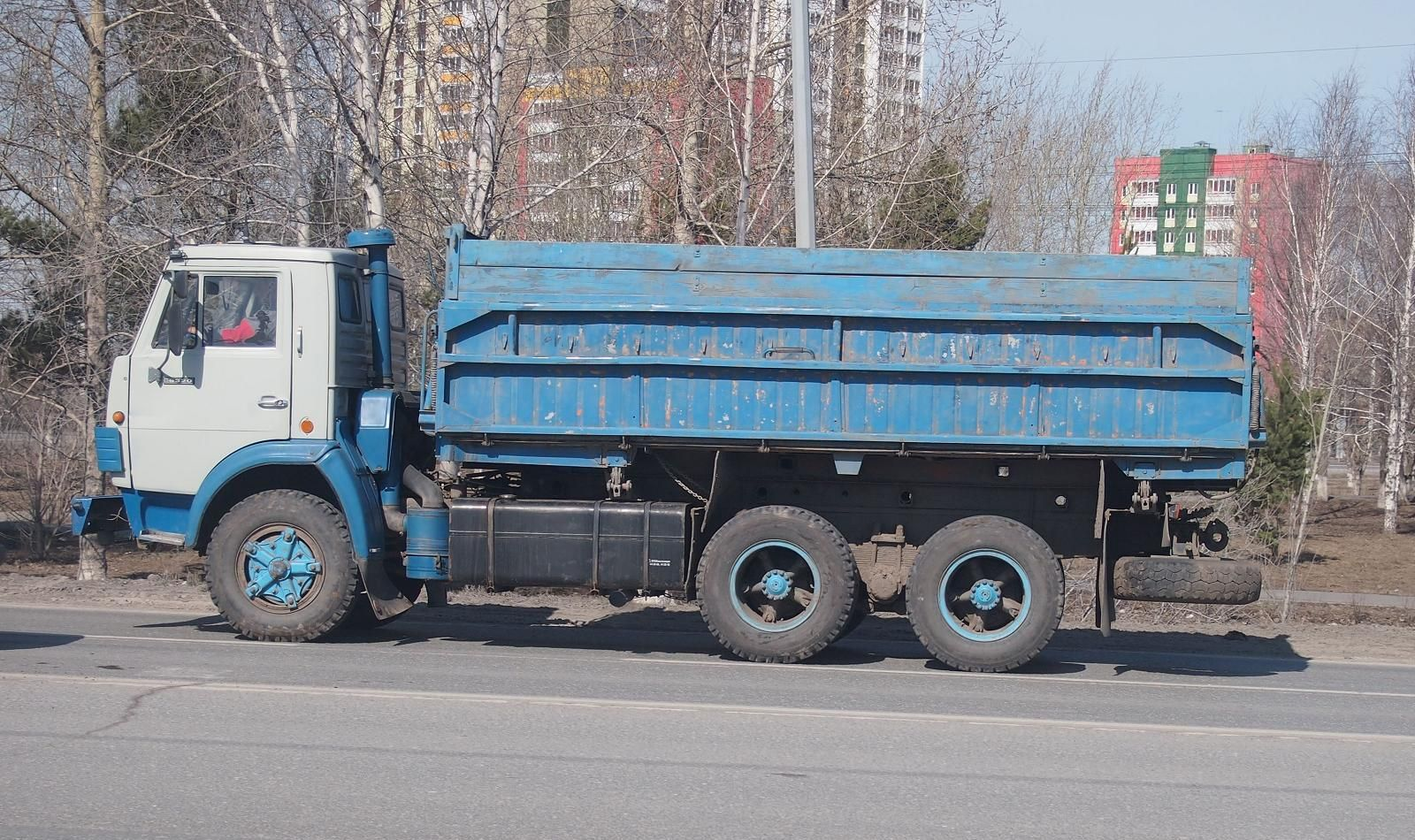
KamAZ-55102 in Tjumen (2014)

Die Serienfertigung des KamAZ-55102 wurde bereits im Jahr 1980 begonnen. Er baut technisch auf den Modellen KamAZ-5320 (Pritschenwagen) und KamAZ-5511 (Baukipper) auf. Dabei übernimmt er vom Pritschenwagen insbesondere den längeren Radstand. Motor und Getriebe sind in allen drei Fahrzeugen gleich. Es kommt ein Fünfgangschaltgetriebe aus Eigenfertigung von KamAZ zum Einsatz, auch den Motor stellte KamAZ selbst her. Der Dieselmotor vom Typ KamAZ-740.10 leistet in der Grundversion 210 PS (154 kW), später wurden Motoren mit bis zu 240 PS (176 kW) verbaut.
Wesentlichste Änderung gegenüber der Ausführung als Baukipper war die verwendete Kippmulde. Sie ist zu beiden Seiten entleerbar, nicht jedoch nach hinten. Außerdem änderte sich die Form vollständig. Die Ladefläche ist rechteckig mit flachem Boden ausgeführt, nicht als Mulde. In der Grundausführung fasst sie knapp acht Kubikmeter Material, ist mit zusätzlichen Aufsätzen aber bis auf über 15 Kubikmeter erweiterbar. Der Lkw darf jedoch nur sieben Tonnen zuladen, bedeutend weniger als der KamAZ-5511. Das Fahrzeug ist für die Landwirtschaft konzipiert, wo sehr voluminöse Schüttgüter anfallen, die allerdings nicht besonders schwer beziehungsweise dicht sind.
Es ist nicht exakt klar, wann das Modell von KamAZ eingestellt wurde. Der KamAZ-5511, die Version als Baukipper, wurde bis 1990 gefertigt. Mit dem KamAZ-45143 gibt es einen sehr ähnlichen Nachfolger, der noch heute von KamAZ gefertigt wird. Er erfüllt aktuelle Umweltvorschriften, hat eine größere Nutzlast und ist leistungsstärker.

## Technische Daten
Die hier aufgeführten Daten gelten für Fahrzeuge vom Typ KamAZ-55102 aus frühen Baujahren. Über die Bauzeit hinweg und aufgrund verschiedener Modifikationen an den Fahrzeugen können einzelne Werte leicht schwanken. In Klammern angegebene Daten beziehen sich auf den Betrieb mit Anhänger.
- Motor: Viertakt-V8-Dieselmotor
- Motortyp: KamAZ-740.10
- Leistung: 210 PS (154 kW)
- maximales Drehmoment: 637 Nm
- Hubraum: 10,85 l
- Bohrung: 120 mm
- Hub: 120 mm
- Getriebe: manuelles Fünfgang-Schaltgetriebe
- Höchstgeschwindigkeit: 80 km/h (80 km/h)
- maximal befahrbare Steigung: 30 %
- Beschleunigung von 0–60 km/h: 35 s
- Durchschnittsverbrauch bei konstanten 60 km/h: 24,0 l/100 km (35 l/100 km)
- Durchschnittsverbrauch bei konstanten 80 km/h: 31,0 l/100 km (47 l/100 km)
- Antriebsformel: 6×4

Abmessungen und Gewichte
- Länge: 7570 mm
- Breite: 2500 mm
- Höhe: 2900 mm
- Radstand: 3190 + 1320 mm
- Wendekreis: 19,4 m
- Bodenfreiheit: 280 mm
- Abmessungen der Ladefläche (L × B): 5335 × 2320 mm
- Spurweite vorne: 2026 mm
- Spurweite hinten (Doppelbereifung): 1856 mm
- Inhalt der Kippmulde: 7,9 m³, erweiterbar bis auf 15,8 m³
- Zeit zum Abkippen: 18 s
- maximaler Kippwinkel (nach rechts und links): 50°
- Leergewicht: 8480 kg
- Zuladung: 7000 kg
- zulässiges Gesamtgewicht: 15.630 kg
- Anhängelast: 11.500 kg
- zulässiges Gesamtgewicht des Zugs: 27.130 kg
- Achslast vorne: 4500 kg
- Achslast hinten: 11.130 kg

Der Aufbau wiegt 1717 Kilogramm, wobei dieses Gewicht im Leergewicht des Fahrzeugs enthalten ist. Das reine Fahrgestell wiegt entsprechend etwa 6770 Kilogramm.